# Athletic Park
Athletic Park fu un impianto sportivo multifunzione di Wellington, capitale della Nuova Zelanda.
Nato nel 1898 come campo di cricket e, successivamente, adattato anche al rugby, fu il terreno di casa della federazione provinciale rugbistica di Wellington e, per un breve periodo di tempo, anche della relativa franchise professionistica, gli Hurricanes.
Fu sede di più di 40 incontri della nazionale neozelandese di rugby, gli All Blacks, e ospitò la Coppa del Mondo di rugby 1987, la prima della storia della disciplina.
Divenuto ormai obsoleto e inadatto alle nuove esigenze del rugby professionistico, fu ufficialmente chiuso a ottobre 1999 e demolito l'anno seguente per far posto ad appartamenti residenziali per anziani; le sue funzioni sono state assunte dal moderno Wellington Regional Stadium.

## Storia
L'impianto, che sorgeva nel quartiere meridionale di Berhampore (all'epoca esonimo inglese della città indiana di Baharampur, uno dei luoghi della vittoriosa battaglia di Plassey del 1757), funse da subito come terreno interno dell'unione provinciale rugbistica di Wellington e aprì ufficialmente i battenti il 6 aprile 1896.
Il primo test match che ivi ebbe luogo fu tra gli All Blacks e le Isole Britanniche nel corso del tour di questi ultimi del 1904.
Il 1º ottobre 1923 Athletic Park fu l'impianto che ospitò la finale del primo trofeo ufficiale di calcio nel Paese, la Chatham Cup, la Coppa nazionale della Nuova Zelanda; in tale occasione il Seacliff di Otago batté 4–0 il Wellington YMCA.
Lo stadio fu meta di fatto fissa per tutti i tour rugbistici in Nuova Zelanda, anche se l'esposizione del luogo ai venti freddi provenienti da sud fu spesso una fonte di preoccupazione per il gioco: per esempio, durante il tour francese del 1961 (il primo in cui un Paese del Cinque Nazioni affrontava una spedizione nell'emisfero opposto), in occasione del quale lo stadio era stato sottoposto a un rilevante ampliamento tramite la costruzione di una tribuna a gradinata doppia sul fronte occidentale nota come Western Bank del costo di 150000 £, il terreno fu battuto da raffiche di vento che raggiunsero la velocità di quasi 140 km/h; grazie al vento che soffiava alle spalle degli All Blacks fu possibile a Don Clarke trasformare una meta da posizione molto angolata: egli stesso ammise di averlo tirato male e fuori dai pali, ma il vento corresse la traiettoria e garantì alla Nuova Zelanda i due punti necessari per vincere il test match.

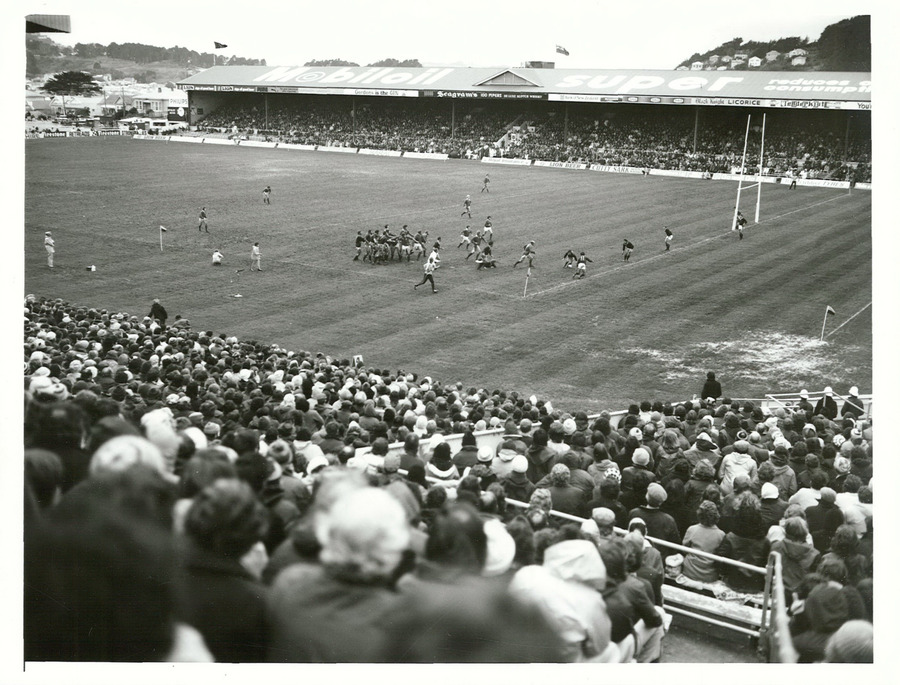
Athletic Park durante il tour dei del 1977

Nel 1981 l'Athletic Park fu uno dei teatri della contestazione da parte degli attivisti neozelandesi contro la presenza della nazionale del Sudafrica in tour, per via della politica segregazionista tra bianchi e coloured del governo di tale Paese: circa 7 000 manifestanti tentarono di impedire lo svolgimento dell'incontro con gli All Blacks anche se successivamente esso si tenne, concludendosi con la vittoria degli Springbok che temporaneamente pareggiarono la serie dopo la sconfitta a Christchurch.
Nel 1987 fu tra gli stadi scelti per la prima edizione della Coppa del Mondo di rugby, ma ospitò solo incontri della fase a gironi: l'impianto, vecchio di quasi un secolo, e ristrutturato solo parzialmente, stava mostrando tutte le sue carenze e inadeguatezze ad accogliere eventi di respiro internazionale.
Un noto commentatore del rugby neozelandese, Keith Quinn, citò il pessimo stato dei servizi igienici dello stadio come un fattore sub-specie indicativo dell'obsolescenza della struttura.
Nel corso degli anni novanta fu scartata l'ipotesi di una ristrutturazione per vari fattori, tra i quali, a parte il vento che batteva la zona, lo stato di conservazione dello stadio stesso che avrebbe reso dispendiosi i lavori di rinnovamento, e la lontananza dal centro di Wellington.
Fu quindi messo in cantiere un nuovo impianto, inaugurato a fine millennio con il nome di Wellington Regional Stadium; Athletic Park vide l'ultimo dei suoi 42 test match della Nuova Zelanda il 26 giugno 1999, una vittoria 54-7 contro la Francia.
Pochi mesi più tardi, il 10 ottobre, chiuse i battenti con l'incontro di campionato nazionale provinciale tra Wellington e Otago: circa 30000 spettatori videro la squadra di casa vincere 36-16.
Nel 2000 fu iniziata la demolizione dello stadio e nel 2002 The Wellington Tenths Trust, proprietario dell'impianto, iniziò l'edificazione sull'area di un centro residenziale per pensionati, Village at the Park.
A parte l'uso sportivo, l'Athletic Park fu sede di diversi eventi musicali: si citano, tra i vari, quello dei Fleetwood Mac durante il Tusk Tour del 1980, divenuto famoso per essere stata una delle peggiori esibizioni del gruppo a causa dei contrasti tra i vari membri, sfociati in un litigio sul palco tra Stevie Nicks e Lindsey Buckingham; nello stesso anno vide esibirsi i Kiss nel corso del loro Unmasked Tour.
Nel 1983 ospitò una tappa del Serious Moonlight Tour di David Bowie, e nel 1991, per la terza volta, i Dire Straits (dopo Love Over Gold Tour, 1983 e Brothers in Arms Tour, 1986) nel corso del loro On Every Street World Tour del 1991, concerto contrassegnato da una diffusa tensione dovuta agli incidenti accaduti a latere di una recente esibizione in città degli AC/DC che si risolsero in accoltellamenti e decine di feriti.
Quello del gruppo britannico di Mark Knopfler fu l'ultimo grande evento musicale ospitato all'Athletic Park.

## Incontri internazionali di rilievo

### Rugby a 13
| Arbitro: | Robin Whitfield |

|        |      |                             |
| Panapa | mt   | Hancock Langer Mackay McGaw |
|        | tr   | Meninga (4)                 |
| Ridge  | c.p. |                             |

### Rugby a 15
| Arbitro: | F.T. Evans |

|              |      |         |
| McGregor (2) | mt   |         |
| B. Wallace   | c.p. | Harding |

| Arbitro: | Roger Quittenton |

|                                                                        |      |                     |
| Kirk 13’ Z. Brooke 39’ Stanley 49’ Earl 67’ Crowley 69’ A. Whetton 75’ | mt   | 58’ J. Lanza        |
| Fox 39’, 75’                                                           | tr   | 58’ Porta           |
| Fox 6’, 19’, 27’, 42’, 45’, 53’                                        | c.p. | 17’, 29’, 35’ Porta |

| Arbitro: | Stuart Dickinson |

|                                                         |      |                    |
| Cullen 5’, 54’ Marshall 12’, 68’ T. Umaga 40’, 46’, 50’ | mt   | 41’ Mola           |
| Mehrtens 5’, 12’, 40’, 46’, 54’                         | tr   | 41’ T. Castaignède |
| Mehrtens 2’, 9’, 22’                                    | c.p. |                    |